# Tetramorium antipodum
Tetramorium antipodum är en myrart som beskrevs av Wheeler 1927. Tetramorium antipodum ingår i släktet Tetramorium och familjen myror. Inga underarter finns listade i Catalogue of Life.